# Jardins de l'Euterpe
|  | Aquest article tracta sobre l'entitat reusenca. Vegeu-ne altres significats a «Jardins d'Euterpe». |

Els Jardins de l'Euterpe va ser un local d'estiu promogut per la Secció Coral del Centre de Lectura, per potenciar uns jardins musicals a Reus, seguint la idea de la Societat Coral Euterpe fundada per Anselm Clavé, que havia instal·lat al Passeig de Gràcia de Barcelona els Jardins d'Euterpe el 1857.

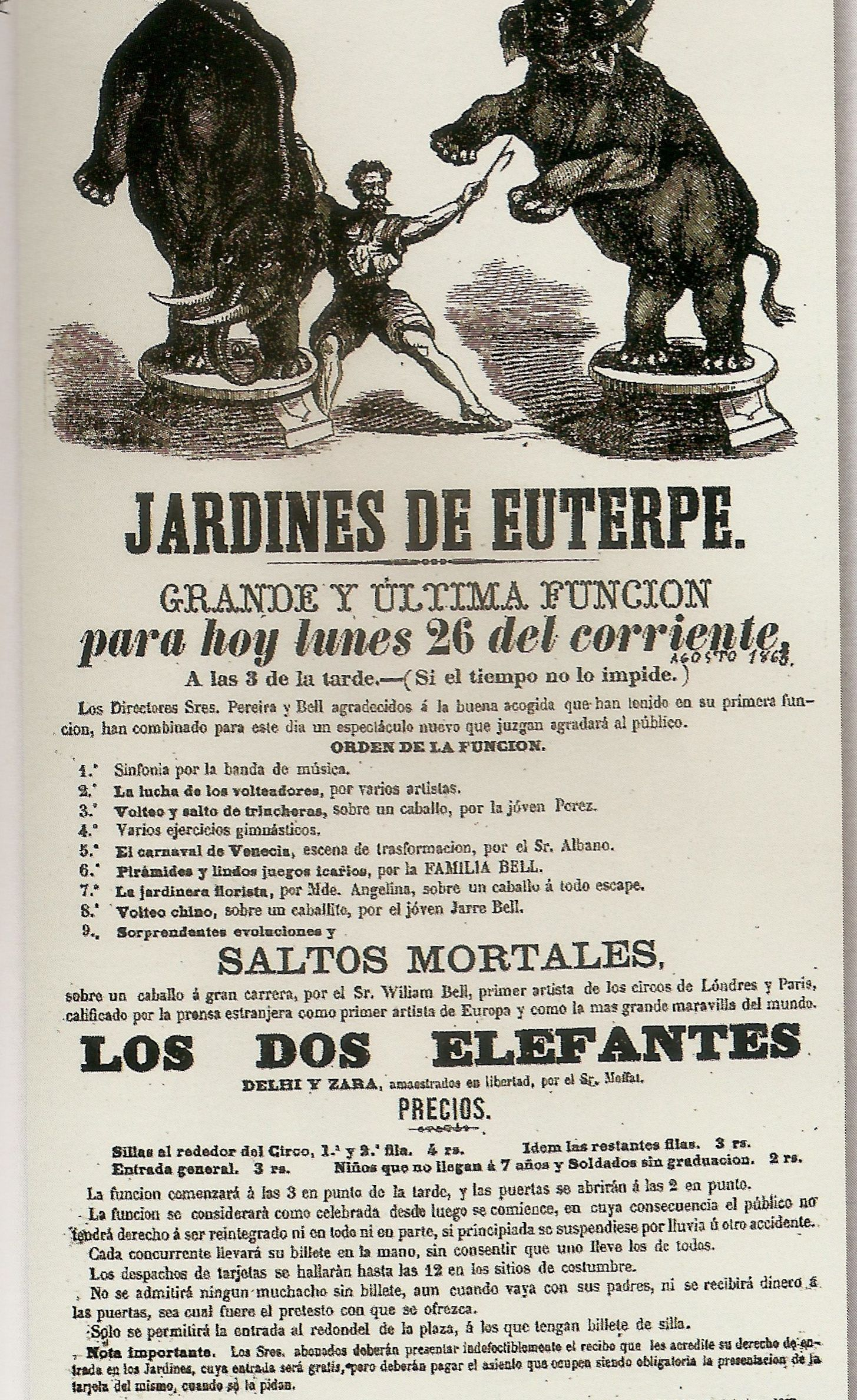
Espectacle als Jardins de l'Euterpe el 1863

## Història
Després de l'aprovació per part de la Junta del Centre de Lectura el 1861, se n'encarregà el disseny i la construcció a Josep Tapiró. Els diners necessaris es van recollir amb la venda d'accions, una part de les quals les van comprar els components de la Coral amb el compromís de cantar-hi gratuïtament El local s'inaugurà el 14 de juny de 1862, amb un concert de setanta cantants dirigit per Josep Anselm Clavé i trenta músics dirigits per Josep Maria Moliné. Van participar en la festa l'escriptor Ceferí Tresserra i Víctor Balaguer. Per a la inauguració dels Jardins es va fer un tren especial des de Tarragona, d'on, segons el Diario de Reus, vingueren nombroses famílies. El setembre de 1862, la coral havia consolidat la seva qualitat, i participà a Barcelona en el certamen de les societats "euterpenses", on li fou adjudicat el quart premi entre onze concursants
Güell i Mercader, molts anys després, el 1899, recorda l'edifici, que consistia en una sala de ball i concerts i un "chalet" o casa per a cafè i restaurant: "La sala de concerts y ball tenía trenta cuatre metres de diámetro. El lo centre, sobre artístich pedestal guarnit de torretas de flors, s'alsava robusta y esbelta columna al cim de la qual hi havia una formosa cúpula gótica […] Formavan la galería setse grans archs grec-romans partida per altres tants pedestals que sostenien hermosos vasos grechs...". Al mig de la plaça d'accés al saló hi havia una escultura de la musa Euterpe, obra de Joan Roig i Solé, com les que representaven les muses Cal·líope, Melpòmene, Èrato i Clio, que eren als angles de la plaça i que l'autor havia regalat al Centre de Lectura.
Els Jardins s'obrien de la primavera a la tardor, i s'hi van fer gran quantitat de concerts. També actes públics, com un homenatge a Castelar l'estiu de 1863, presentat pel metge Pere Mata, que va tenir un gran ressò. L'Euterpe va ser un lloc de trobada de la societat reusenca. El Diario de Reus comenta: "El Euterpe se ha hecho en esta ciudad el centro de reunión de todas las personas de buen gusto, y nos place que de esta manera y sin distinción de clases se proteja el sostén de un establecimiento que honra sobremanera a Reus. Un estudi actual explica: "Les instal·lacions esplèndides de l'Euterpe foren l'escenari de múltiples funcions de circ combinades amb balls, concerts o focs d'artificis, al llarg de dues dècades. Una bona mostra fou la representació extraordinària que s'organitzà per homenatjar Anselm Clavé el juliol de 1863, el fundador de les societats corals populars. La primera part de l'homenatge va consistir en l'actuació de la companyia gimnàstica i acrobàtica dels germans Serrate que incloïa, entre altres números, "la carrera aérea de los tres trapecios o sea el hombre pájaro, trabajo difícil y de gran riesgo". De fet, la pista de l'Euterpe va monopolitzar els espectacles de circ fins a l'abandó dels Jardins a partir de 1878. Tots els números i disciplines hi van tenir cabuda: els pallassos "con sus difíciles saltos beduínos" el 1866, els funambulistes l'octubre de 1867 amb l'actuació de l'artista Camús que passava la maroma "con los ojos vendados y la cabeza dentro de un saco" que prèviament havia estat examinat pels espectadors, i el 1869 va actuar un espectacle de feres ensinistrades a càrrec del domador italià Frascati. Encara, el 1874 van actuar un grup d'acròbates eqüestres que executaven "el salto mortal sobre siete caballos". El 1868 Josep Güell i Mercader, llavors incidentalment a Reus, va organitzar un te íntim en honor de Víctor Balaguer i José Zorrilla que havien vingut a la ciutat amb motiu d'un certamen literari. Les circumstàncies del moment, s'estava gestant la Revolució de setembre, no permetien organitzar un acte públic. El 1880 els Jardins de l'Euterpe van acollir diverses assemblees obreres, convocades per la Societat de Teixidors per a discutir sobre temes de sous i reivindicacions. Segons Las Circunstancias, les reunions van transcórrer amb molta tranquil·litat, cosa que va propiciar que els sectors republicans de la ciutat donessin suport a altres convocatòries obertes pels treballadors per a aconseguir millores socials. L'assemblea del 4 d'octubre va reunir uns 1.500 obrers, i el periòdic en va fer una ampla crònica.
Tal com feien els Jardins d'Euterpe de Barcelona, l'entitat edità una revista, Álbum de Euterpe, amb un format i unes característiques semblants a l'Eco de Euterpe barceloní, i de distribució gratuïta entre els assistents als actes, on es presentava la programació i on s'incloïen textos literaris i musicals. Els Jardins de l'Euterpe van tenir rellevància mentre van anar lligats al Centre de Lectura, però quan aquesta entitat va ser dissolta governativament el 1867, els Jardins van decaure. S'hi van fer unes reformes poc hàbils, i l'explotació de la societat, en mans privades, buscava una rendibilitat, cosa que va fer perdre l'interès dels ciutadans.
Les inclemències del temps, sobretot a l'hivern, impedien les activitats als Jardins de l'Euterpe i l'alternativa era l'escenari del Teatre de les Comèdies i en menor grau el "Salón Filarmónico". Però el clima no va ser l'únic entrebanc que dificultava les activitats de l'Euterpe. Els Jardins s'aixecaven fora del recinte emmurallat (encara que força precari) de la ciutat, i havien de restar inactius intermitentment en temps de guerra, com va ocórrer en certs períodes de la Tercera carlinada (1872-1876) quan la població va ser amenaçada i fins i tot ocupada momentàniament per les tropes carlines manades pel general Francesch el juny de 1872.
Els jardins van ser enderrocats el 1886 per a construir-hi l'estació dels directes, quan l'espai era ja en plena decadència. No en queden referències fotogràfiques conegudes, però sí un dibuix de Josep Tapiró de la porta dels Jardins.